# Étreillers
Étreillers – miejscowość i gmina we Francji, w regionie Hauts-de-France, w departamencie Aisne.
Według danych na styczeń 2014 roku gminę zamieszkiwało 1239 osób, a gęstość zaludnienia wynosiła 142,3 osób/km².